# 阿峴里駅
阿峴里駅（あけんりえき、アヒョンニえき）は、京畿道京城府西大門区（現在の大韓民国ソウル特別市西大門区）にあった、京義線草創期の鉄道駅である。
日本統治時代に京城から出発して再び京城に戻ってくる京城循還路線の駅であった。1944年に廃止されており、現在は駅跡が残るのみである。
ソウル交通公社2号線の阿峴駅が近くにある。

## 駅名の由来
その昔、この地域に伝染病が回ったとき、子供たちが多く亡くなった。その子供の首を埋めた地にアヒョン（児峴）という地名がついたが、それが誤って伝わりアヒョン（阿峴）となった。

## 参照
1. ↑  아현리역